# Dominique Pierrat
Dominique Pierrat (Gerbamont, 11 febbraio 1820 – Gerbamont, 19 novembre 1893) è stato un naturalista e ornitologo francese, noto per le indagini botaniche e zoologiche nei Vosgi.
Fu membro della Société Linnéenne de Normandie and the Société d'histoire naturelle de Colmar. Con il botanico Jean-Nicolas Boulay, fornì una descrizione tassonomica delle piante dal genere Rubus. Nel campo dell'ornitologia, fu autore di Catalogue des orthoptères observés en Alsace et dans la chaîne des Vosges  ("Catalogo degli uccelli osservati in Alsazia ed in Vosgi", 1877).